# Picard-Iteration
Als Picard-Iteration (von „Iteration“) bezeichnet man in der Mathematik die von Charles Émile Picard entdeckte Fixpunktiteration zur approximativen Lösung von gewöhnlichen Differentialgleichungen, die auch in dem Beweis der lokalen Version des Satzes von Picard-Lindelöf verwendet wird.

## Definition
Betrachte das durch
{\displaystyle x'(t)=f(t,x(t)),\quad x(t_{0})=x_{0}}
gegebene Anfangswertproblem, wobei {\displaystyle f(t,x)} eine stetige und im zweiten Argument lipschitzstetige Abbildung und {\displaystyle t} aus einem reellen Zeitintervall ist.
Die Picard-Iteration ist dann gegeben durch
{\displaystyle x_{0}(t)=x_{0}}
{\displaystyle x_{\ell +1}(t)=x_{0}+\int _{t_{0}}^{t}f(s,x_{\ell }(s))\,ds,\quad t\in [t_{0},t_{0}+\varepsilon ].}
Die dadurch erzeugte Funktionenfolge konvergiert für hinreichend kleine {\displaystyle \varepsilon >0} gleichmäßig gegen die Lösung {\displaystyle x(t)}.

## Beispiel

Animation zur Entwicklung der durch Picard-Iteration erzeugten Funktionenfolge.

Eine gewöhnliche Differentialgleichung sei gegeben durch
{\displaystyle x'=\sin(t)-x}
mit dem Startwert:
{\displaystyle x(0)=1}
Zwei Schritte der Picard-Iteration lauten:
{\displaystyle x_{0}(t)=x(0)=1}
{\displaystyle x_{1}(t)=1+\int _{0}^{t}(\sin(s)-1)\,ds=2-\cos(t)-t}
{\displaystyle x_{2}(t)=1+\int _{0}^{t}(\sin(s)-(2-\cos(s)-s))\,ds=2-\cos(t)-2t+\sin(t)+{\frac {t^{2}}{2}}}